# 男性優越主義のメスブタ
「男性優越主義のメスブタ：女性と低俗文化の台頭」（原題：Female Chauvinist Pigs: Women and the Rise of Raunch Culture）（2005年）は、アリエル・レヴィの著書で、女性が性的対象化され、女性同士がお互いを性的対象化し、女性が自分自身を性的対象化することが推奨される、高度に性化されたアメリカ文化を批判した本である。このような文化をレヴィは「低俗文化（raunch culture）」と呼んでいる。

## 背景
レヴィによると、この「低俗文化」は、未解決のフェミニスト・セックス戦争、つまり、女性解放運動と性革命の衝突の産物だという。他のソースでは、「低俗文化」の始まりを、ポストフェミニストの観点から見て、女性の性的解放よりも、無制限に女性を手に入れられるという男性のファンタジーを実現することに重点があった、1960年代の寛容社会（permissive society、ぬるま湯的社会）に位置づけている。またレヴィは、「低俗文化」を、第二波フェミニスト（反ポルノのフェミニスト）の多くに当てはめられた「お堅い」「神経質な」（女性）というステレオタイプに対するバックラッシュとしても特徴づけている。 高度産業化社会ではセクシュアリティの役割が増すというマルクーゼの直感は、その後、ネオリベラリズムと性の商品化の実際的な野合によって徐々に確認されるようになってきた。
1990年代には、メディアの果てしない性化が見られ、「低俗性」は音楽、テレビ、ビデオ、広告の重なり合う境界面に現れた。前世紀の終わりまでには、ジャーメイン・グリアのような人物は、性に肯定的なフェミニズムを批判的に語るようになり、自分の内面にある「ビッチ（slut）」を認識することが究極の目標であるとした。
レヴィは、「低俗性」、あるいは、「女性のセクシュアリティの悪趣味な淫らなステレオタイプ」を楽しむこと自体は、時代を超えて存在してきたが、かつては基本的に男性の領域だけに存在した現象だったのが、主流になり非常に目立つようになったと主張する。「低俗文化」は「政治生活、音楽産業、芸術、ファッション、味」にまで浸透した、と。

## レヴィの低俗文化批判
レヴィは、「プレイボーイ」の女性向けのウサギマークの商品から、レインボー党のモラル・パニックまでの幅広い例を参照しながら、アメリカの大衆文化は、あまりにねじ曲がったゲームを仕組んでしまったため、今や若い女性は、最高の実績を上げることよりも、自分の知る一番「イケてる」「エロい」女になろうとして努力するようになってしまったと主張する。「低俗文化」は女性のセックス・アピールを重視するという事実にもかかわらず、それは見た目だけのものである。「それはニセモノであり、女性は常にささやかな露出をしなければならないという考えなのだ。女性のセクシュアリティは、パフォーマンスであるべきであり、快楽ではないという考えなのだ」。レヴィは、「低俗文化」の中では、女性の多くがセクシュアリティのパフォーマンスに関わり、そのパフォーマンスは個人のセクシュアリティの表現ではなく、男性観察者の快楽のためにデザインされている、もしくは、望ましい性の対象になろうとしているように見える、と主張する。レヴィは、「イケてる」を、誰かが実際に伝統的にどれほど魅力的かに関わらず、性的に魅力的になろうとする程度として記述している。
レヴィはさらに、女性の多くが、「低俗文化」に浸透した男性の性的対象化の「まなざし」を内面化しており、これが女性が自分自身をすすんで性的対象化することに結び付き、それが女性のエンパワーメントや性的解放の一形態であると誤って信じている、と理論化した。レヴィによれば、「『低俗文化』の概念を抑圧ではなく解放への道筋として」支持するべき理由は何もないという。アメリカの有名なフェミニスト・ジャーナリスト・文筆家・活動家であるスーザン・ブラウンミラーなども、この主張を支持している。
「低俗性」はもともと男性の領域から始まったが、「もはや男性を批判しても意味はない」とレヴィは主張する。レヴィの「低俗文化」分析の中心は「男性優越主義のメスブタ」という概念だ。つまり、他の女性や自分自身を性的対象化する女性のことである。レヴィによると、「男性優越主義のメスブタ」が自分の女性性を扱うために採用する戦略は二通りある。第一の戦略では、「男性優越主義のメスブタ」は、自分を女っぽすぎるように見える女性（女の子っぽい少女）と区別して、そのような女性を性的対象化する（つまり、ストリップ・クラブに行ったり、「プレイボーイ」を読んだり、ポルノ・スターについて話したりする）。女性は、男性中心主義者のように振る舞うことにより、支配的な集団の中で高い地位を獲得し、抑圧を克服しようとして、この戦略を採用することがある。第二の戦略では、「男性優越主義のメスブタ」は、ファッションの選択や女性のセクシュアリティのステレオタイプの表現により、自分自身を性的対象化する。この戦略は、社会が男性の欲望の理想的な対象として描いているものを具現化することにより、社会的地位を獲得しようとする際に採用されることがある。
レヴィは、自身が「リップスティック・フェミニスト」とか「抜けがけ女性」とか呼んでいるものを批判している。レヴィによると、リップスティック・フェミニストは、たとえば、ストリップをすることは女性のエンパワーメントであり、たとえば、お化粧やお洒落や女性同士のレズプレイによって男性を引き付けようとすることは、フェミニズムの目標や理想に反しないと信じているという。レヴィはこの意見に反対し、そのようなリップスティック・フェミニストを、女性のための性的娯楽を提供しているCAKEという組織に関与していると言って批判している。レヴィはCAKEのウェブサイトから次の文を引用している：「新たな性革命は、性的平等とフェミニズムが最終的に出会う場所にある」。
レヴィは、このグラデーションのもう一方の極として、男性の世界で男性のルールに従ってゲームをすることにより道を切り開こうとする女性たちも批判している。このような女性は、他の女性を性的対象化することにより、名声や富を獲得することすらある、とレヴィは主張する。「プレイボーイ」の組織が、ヒュー・ヘフナーの娘のクリスティ・ヘフナーという女性によって運営されていることは興味深い、とレヴィは言う。レヴィは、男性が支配する分野で自分の力だけで成功したが、フェミニズムとは距離をおいている女性たちに、こう言って演説する。「でも、もしあなたが例外であることを証明したルールが、女性は劣っているというルールだったとしたら、あなたは何もできなかったでしょう」。
レヴィは解決策として次のように提案している。「『低俗文化』を終わらせるためには、市民のジェンダーの認識の仕方を精査する必要がある。性的対象化は、異性に対する軽蔑や上から目線、そして権力闘争に根差している。男性が自分に女性を根本的に尊敬する能力があることを自覚し、女性が自分をエンパワーメントされた責任能力のある存在として提示する力があることを自覚すれば、『低俗文化』は断末魔としてその最後のオーガズムのフリのうめき声を上げるかもしれない。」

## 低俗文化の例

### プレイボーイ
ヌード女性の写真を中心にしたアメリカの雑誌社プレイボーイは、ヒュー・ヘフナーによって創業されたが、基本的に女性によって経営されている。 そのような女性の一人に、ヘフナーの娘でプレイボーイ・エンタープライズの会長兼CEOであるクリスティ・ヘフナーがいる。
プレイボーイに掲載される写真には、モデルの簡単な経歴が記載されているが、中心になっているのはモデルの性化された身体である。この雑誌に登場する女性のすべてがモデル業をしているわけではない。その多くは、例えば、有名人（歌手、女優など）やスポーツ選手などである。オリンピックの女性スポーツ選手は、2004年夏のアテネオリンピックの競技の前に、プレイボーイでヌードになったり、FHM誌でセミヌードになったりするために、忙しい練習スケジュールを邪魔された。

### The Man Show
コメディ・セントラルのバラエティ番組である「en:The Man Show」は、当初のホストが有名なコメディアンであり司会者であるジミー・キンメルとアダム・カローラであり、2000年のケーブルテレビで最も人気のある番組の1つだった。 同年の視聴者の38パーセントは女性であり、共同制作責任者の2人も女性であった。この番組は女性を性的対象として扱っており、「男性中心主義的娯楽」と自称しており、各回の最後はトランポリンの上で飛び跳ねる女性のシーンで終わっていた。 レヴィによると、この番組に関与していた女性は、そのジェンダーを理由に性化されていたのだが、同時に、一時的に「名誉男性」の地位を獲得できるとも言われていた。 共同制作責任者のジェニファー・ヘフナーによると、この「男性の仲間」の地位は彼女の仕事にとって有利であり、この地位にあれば、自分が過度に女性的だったり簡単に傷ついたりしないということを証明する必要がなく、したがって男性と付き合いやすくなるという。 この利点は、女性視聴者がこの番組を見る動機にもなっている、とヘフナーは指摘する。

### ガールズ・ゴーン・ワイルド
「ガールズ・ゴーン・ワイルド (GGW)」のチームは、春休みの観光地、スポーツバー、マルディグラ、「過激なパーティ好きの大学」など、お酒をたくさん飲みそうな若い女性がたくさんいる場所を回って、若い女性がカメラの前で自分から身体を露出するところを撮影する。 この番組に出演する女性の多くは、番組の帽子やTシャツを獲得するだけのために、必死になって自分の身体を露出する。周囲の人や番組クルーに簡単に丸め込まれなかった他の女性も、最終的には折れる、とレヴィは悟った。

### ストリップ
レヴィは、多くのフェミニストと同様、ストリップ（性風俗）は女性の性的対象化の永続化であり、必要な収入を得るために役立つ可能性がある、という価値しかないと認識している。 レヴィは、「低俗文化」の中で人気のある対照的な見解について論じているが、その中では、フェミニズムを含む多数の女性によって、ストリップが理想化され、解放的でありエンパワーメントであるとしてコンセプト化されている。レヴィはその例として、「有酸素ストリップ」クラス（下着でワークアウト）や、フェミニストでありHBO放送局の有名なプロデューサーであるシエラ・ネヴィンスにより制作されたストリッパーを扱ったテレビ番組である「Gストリングの歌姫」に言及している。

### CAKE
CAKEは、女性のセクシュアリティを解放と自己表現として考えるフェミニストのグループである。この組織は、女性が自分のセクシュアリティを追求することを勧めているが、そのパーティ自体は平均的なストリップクラブのように見える。 レヴィによると、CAKEのパーティやイベントでは、ポルノや女性の性的対象化が氾濫しているという。